# Javor (miasto Novi Pazar)
Javor (cyr. Јавор) – wieś w Serbii, w okręgu raskim, w mieście Novi Pazar. W 2011 roku liczyła 9 mieszkańców.